# Noble Willingham
Noble Henry Willingham (Mineola, Texas; 31 de agosto de 1931 - Palm Springs, California; 17 de enero de 2004) fue un actor estadounidense de televisión y cine que apareció en más de treinta películas y en muchos programas de televisión. 
Es más conocido por su participación regular en la serie de televisión Walker, Texas Ranger junto a Chuck Norris, donde interpretó a C. D. Parker, un viejo Ranger retirado propietario de un bar donde se reúnen los personajes.

## Primeros años
Sus padres fueron Noble Henry Willingham y Ruby Ladelle Speights Willingham. Trabajó en los campos petrolíferos de Texas mientras se educaba. Se graduó en 1953 en económicas la University of North Texas en Denton, Texas. Luego consiguió también una graduación en psicología educacional en Baylor University. Antes de empezar su carrera como actor, Willingham enseñó económicas en Sam Houston High School en Houston.

## Carrera
Empezó su carrera como actor en 1970 cuando fue convencido en participar en la película La última película, que se estrenó en 1970. Su director Peter Bogdanovich quedó tan impresionado que le prometió un papel mayor, si iba con él a Los Ángeles y así consiguió en 1973 un papel mayor en Luna de papel del mismo director. También tuvo así la posibilidad de entrar en la televisión. 
Desde entonces participó en películas como Brubaker (1980) junto con Robert Redford, Good Morning Vietnam (1987) junto con Robin Williams, El último boy scout (1991) junto con Bruce Willis y Su distinguida señoría (1992) junto con Eddie Murphy. También participó en muchas series, aunque normalmente sólo fueron presentaciones para un episodio. Todo eso cambió cuando se convirtió en un regular en Walker, Texas Ranger (1993-1999), donde participó en 155 episodios interpretando el papel de C.D. Parker.
Dejó la serie para entrar en la política. Fue nominado candidato republicano para el Primer Distrito del Congreso de Texas contra el representante Max Sandin, pero no fue elegido. Después del fracasó volvió otra vez a su carrera como actor y participó en la película Blind Horizon (2004) junto con Val Kilmer, que también fue su última.
Murió en el 2004 a los 72 años por causas naturales en Palm Springs, California a causa de infarto agudo de míocardio. Fue enterrado en el Riverside National Cemetery en Riverside, California.

## Vida privada
Estuvo casado dos veces. Su primera esposa fue Doris Jewel Humphrey. Estuvo casada con ella entre 1955 y 1984. Con ella tuvo una hija, Stori Willingham. También tuvo otros dos hijastros, Meghan McGlahen y John Ross McGlahen, y un nieto, Noble Willingham III.  Se casó otra vez con Patti Ross en el 2000 y estuvo casada con ella hasta su muerte.

## Filmografía (Selección)

### Películas
| Años | Título                                 | Título original                              | Personaje                | Notas                  |
| ---- | -------------------------------------- | -------------------------------------------- | ------------------------ | ---------------------- |
| 1973 | Luna de papel                          | Paper Moon                                   | Sr. Roberton             |                        |
| 1976 | Luchando por mis derechos              | Fighting Mad                                 | Senador Hingle           |                        |
| 1979 | Norma Rae                              | Norma Rae                                    | Leroy Mason              |                        |
| 1980 | Brubaker                               | Brubaker                                     | Dr. Fenster              |                        |
| 1981 | The Howling                            | The Howling                                  | Charlie Barton           |                        |
| 1982 | ¿Dónde están mis hijos?                | Missing Children: A Mother's Story           | Lander Hughes            | Película de televisión |
| 1983 | El día de la independencia             | Independence Day                             | Andy Parker              |                        |
| 1987 | Good Morning, Vietnam                  | Good Morning, Vietnam                        | General Taylor           |                        |
| 1989 | Furia ciega                            | Blind Fury                                   | Nick Parker              |                        |
| 1991 | Cowboys de ciudad                      | Cowboys de ciudad                            | Clay Stone               |                        |
| 1991 | El último boy scout                    | The Last Boy Scout                           | Sheldon "Shelly" Marcone |                        |
| 1992 | Hospital de héroes                     | Article 99                                   | Inspector general        |                        |
| 1992 | De ratones y hombres                   | Of Mice and Men                              | El jefe                  |                        |
| 1992 | Su distinguida señoría                 | The Distinguished Gentleman                  | Zeke Bridges             |                        |
| 1993 | Fuego en el cielo                      | Fire in the Sky                              | Blake Davis              |                        |
| 1994 | El tesoro de Curly                     | City Slickers II: The Legend of Curly's Gold | Clay Stone               |                        |
| 1994 | Ace Ventura, un detective diferente    | Ace Ventura                                  | Riddle                   |                        |
| 1994 | Walker Texas Ranger 3: Deadly Reunion  | Walker Texas Ranger 3: Deadly Reunion        | C.D. Parker              |                        |
| 2004 | Blind Horizon (El enemigo está dentro) | Blind Horizon                                | Shirl Cash               | Última película        |

### Series
| Año       | Título               | Título original       | Personaje                  | Notas         |
| --------- | -------------------- | --------------------- | -------------------------- | ------------- |
| 1983-1983 | Azules y Grises      | The Blue and the Gray | General de campo de globos | Miniserie     |
| 1989-1990 | Ann Jillian          | Ann Jillian           | Duke Howard                |               |
| 1993-1999 | Walker, Texas Ranger | Walker, Texas Ranger  | C.D. Parker                | 155 episodios |